# 575 v.Chr.

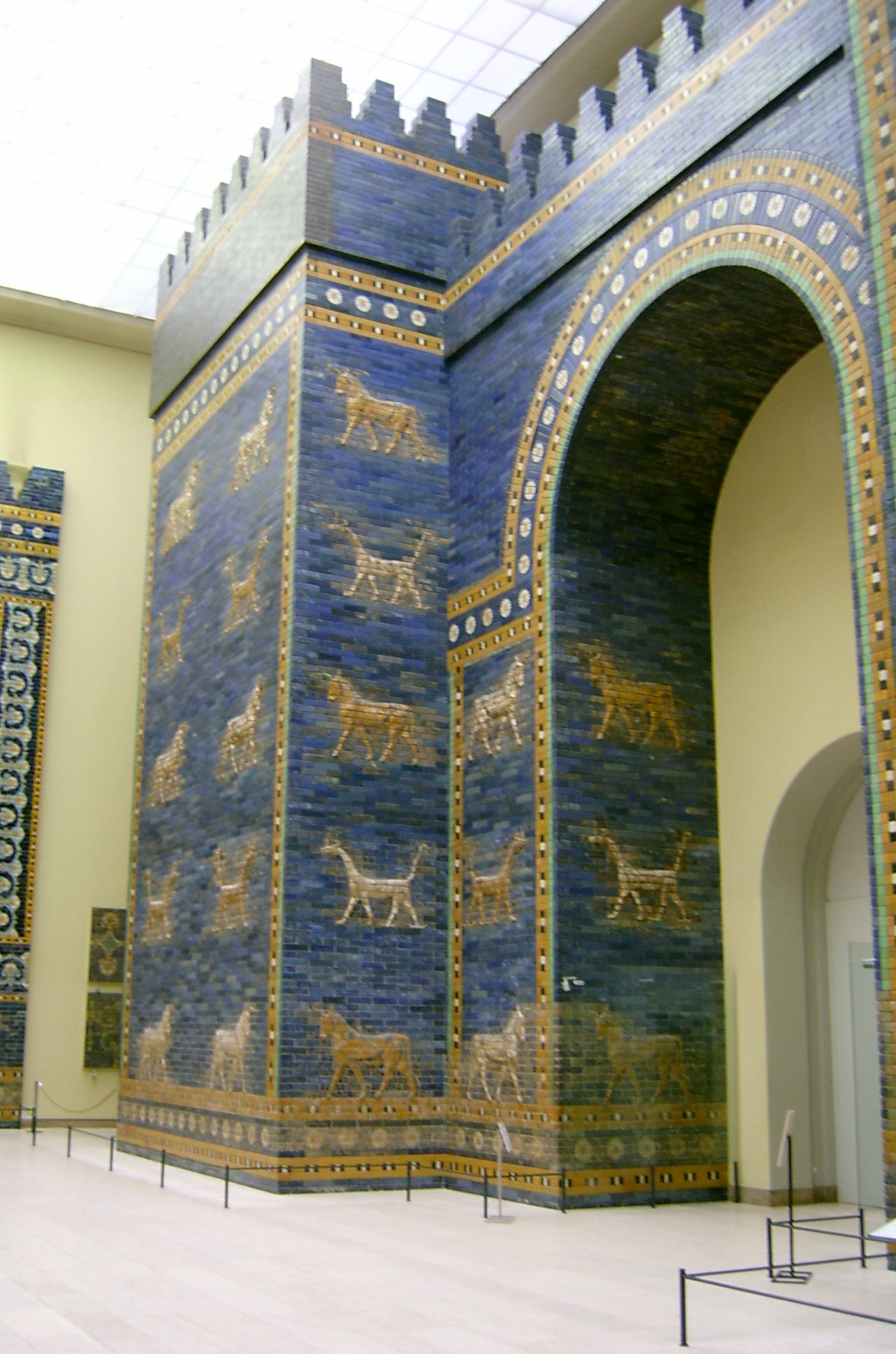
De Isjtarpoort in het Pergamonmuseum (Berlijn)

Het jaar 575 v.Chr. is een jaartal volgens de christelijke jaartelling.

## Gebeurtenissen

### Mesopotamië
- Koning Nebukadnezar II laat in Babylon de Isjtarpoort bouwen. De stadspoort is gewijd aan de Assyrische godin Isjtar en wordt gedecoreerd met blauwe geglazuurde tegels met daarop mythologische beesten: Sirruš (draak) en Hemelstieren. (waarschijnlijke datum)

## Overleden
- Sappho, Grieks lyrische dichteres (waarschijnlijke datum)